# Alice Adams (artista)
Alice Adams (Nueva York, 16 de noviembre de 1930) es una artista estadounidense conocida por sus esculturas y sus instalaciones en espacios específicos dentro del movimiento Land Art en la década de 1970 y desde 1986 por sus grandes proyectos de arte público en los sistemas de transporte, aeropuertos, universidades y otros centros urbanos en los Estados Unidos. Sus primeros trabajos estuvieron dedicados a la tapicería y las formas tejidas, siendo muy importante en el movimiento del arte del tejido americano.

## Datos biográficos
Adams se crio en Jamaica, Nueva York y en 1953 se graduó con un BFA en pintura por la Universidad de Columbia. Después de la graduación, se fue a Aubusson, Francia para estudiar tejido y diseño de tapicerías en la Escuela Nacional de Artes Decorativas. A excepción de los dos años que pasó en Francia, Adams ha vivido en la ciudad de Nueva York, viajando para la colaboración y la consulta sobre proyectos de arte público en los Estados Unidos y el extranjero. Ha habido varias etapas en su ecléctica carrera.

## Carrera

### Tapices y formas tejidas
Después de completar sus estudios en Aubusson, Adams volvió a Nueva York en 1956. Ella trajo un telar de tapices de Aubusson para tejer sus propios diseños, pero su práctica se inició a partir de la técnica de tapicería tradicional. Trabajando en lo que convencionalmente ha sido la parte de atrás del tapiz, desarrolló la articulación de la superficie y añadió materiales como cuerdas, cordeles de sisal y objetos encontrados, a la superficie tradicional de lana y algodón. Adams es junto a otros innovadores, como Lenore Tawney, Claire Zeisler y Sheila Hicks, pionera en el traslado del tejido de telar al territorio de las formas tridimensionales. Su trabajo formó parte de la influyente exposición “Woven Forms”, en el Museum of Contemporary Crafts de Portland en 1963.
En 1963, Adams empezó a usar la cuerda alquitranada, alambre de espino y cable de acero en las esculturas, que precedió a la utilización de estos materiales por otros artistas. Ella descubrió nudos diferentes, las estructuras de bucle utilizadas en nudos de marinero y técnicas para la cobertura de barandas del barco, pero ampliando la escala y modificando los materiales tradicionalmente utilizados. En 1966, Lucy Lippard incluyó tres ejemplos de estos trabajos en “Eccentric Abstraction”, la exposición comisariada por ella en la galería Fischbach de Nueva York. Las esculturas presentadas en esta exposición seguían premisas contrarias a las "estructuras primarias" minimalistas de Robert Morris y Sol LeWitt, sugiriendo un enfoque más intuitivo e idiosincrásico. La muestra incluyó a Louise Bourgeois, Bruce Nauman, Eva Hesse, Frank Viner, Donald Potts y Gary Kuehn, en la que fue para la mayoría de ellos su primera muestra en Nueva York.

### Escultura
La escultura de Adams después de 1968 exploró los elementos arquitectónicos, la pared, la esquina, la columna y la bóveda. Continuando con el uso de materiales flexibles, pintó capas de látex en las viejas paredes de yeso de su estudio, retirándolas a modo de moldes y posteriormente montando los modelos en marcos de dos por cuatro apoyados contra la pared. Vio su práctica como una forma de atraer a la gente a los espacios que en un principio eran familiares, pero que más tarde se mostraban como nuevos. Utilizó materiales de construcción comunes como listón de madera, revestimiento o recubrimientos de marcos para crear particiones independientes, columnas y bóvedas. Este trabajo fue expuesto en la Galería Mercer 55 y en los Anuales del Museo Whitney en 1969 y 1971.
Después de hacer su primer trabajo al aire libre en 1977, utilizando las técnicas tradicionales de elaboración de granjas, comenzó a trabajar con grandes losas y vigas de madera y arcos de madera laminada para hacer esculturas que, aunque no eran precisamente fragmentos arquitectónicos, sugirían estructuras más grandes. "... Las piezas de Adams siempre apuntan a algo más grande. Las puertas abren hacia el resto del mundo, y los recuerdos personales se convierten en la memoria colectiva acerca de los lugares construidos." Estas esculturas relacionadas con la arquitectura se muestra en 1979 y 1981 en la galería de Hal Bromm en Nueva York, y en 1984 formaron parte de “An International survey of Painting and Sculpture” en el Museo de Arte Moderno de Nueva York.

### Movimiento de tierras y la escultura del sitio
Las esculturas para sitios específicos de Adams de la década de 1970 están enlazadas con sus obras de arte público posteriores más recientes. Algunas de las intervenciones empleando equipos pesados de movimiento de tierra fueron "Shorings" (1978) en el Artpark de Lewiston, Nueva York, "Mound for Viewing Slope and Sky - Montículo para la visualización de la pendiente y el Cielo" (1981) en la Universidad de Princeton, y "Vertical Up for OOIC - Vertical para OOIC" ( 1983), en Omaha, Nebraska; todas ellas dependieron de la forma, el peso y la colocación de la tierra. En otras obras como "Leveling - nivelación" (1977) y "Three Structures on a Slope- Tres estructuras en Pendiente" (1978) las estructuras medían la elevación del terreno sobre el que se pusieron en pie y mostraban referencias a las piezas arquitectónicas anteriores, convertidas en ejercicios arquitectónicos reales. En la “Adams' House - Casa Adams” (1977) y la “Lost House - Casa perdida” (1979), de este periodo, utilizó la estructura y la visión de la casa como contenedores de la memoria colectiva e individual. Las obras de las mujeres cuyo trabajo se enlaza con la década de 1970, se organizaron dentro de la exposición "“Decoys, Complexes and Triggers: Feminism and Land Art in the 1970s” - en español: Señuelos, complejos y disparadores: el feminismo y el Land Art en la década de 1970, de 2008, en el SculptureCenter de Nueva York, e incluyó a Adams, Mary Miss, Nancy Holt, Jackie Ferrara, Alice Aycock, Agnes Denes, Michelle Stuart, Suzanne Harris y Lynda Benglis.

### Arte Público
Las esculturas de instalación realizadas por Adams durante la década de 1970 en escenarios como el Artpark y el Museo de arte del condado de Nassau fueron encargadas y financiadas, pero como la mayoría de estos proyectos, tuvieron una permanencia temporal. Su primer encargo público permanente, "Small Park with Arches - Pequeño parque con arcos", fue fabricado en su taller y se instaló en el Jardín Botánico de Toledo (Ohio) en 1984. Este trabajo utiliza el vocabulario de las vigas de madera y arcos laminados, y siguió una dirección característica de su trabajo anterior, la creación de lugares para ser habitados.
En los años siguientes se introducen a menudo nuevos materiales y formas en sus proyectos. Adams empleó a constructores de barcos para continuar con el uso de la madera en "The River - el río", en una sala común del hospital de Middletown, Connecticut; para el "African Garden - Jardín de África", en una escuela en el este de Nueva York, Brooklyn, combinó bases de hierro fundido y asientos de madera laminada en taburetes y bancos inspirados en los muebles de África. Un encargo para la Autoridad Portuaria de Nueva York y Nueva Jersey, titulado "Glider Park," tiene asientos suspendido bajo pabellones de acero diseñados para incorporar el crecimiento de los árboles en el sitio. Posteriormente comenzaron a aparecer elementos prefabricados y estructuras de hormigón armadas en el lugar, así como piezas fundidas, grabados, y fabricados de acero, bronce y aluminio, y muy a menudo otorgó al agua y los materiales vegetales un papel importante.
Intervino en dos grandes lugares de reunión al aire libre en campus universitarios, "The Roundabout - La Rotonda" en el centro de Filadelfia, y "Scroll Circle- Círculo de desplazamiento" de la Universidad de Delaware, para los que creó los grandes motivos centrales. Cada uno incorpora paredes de agua, ladrillo o pavimentación de granito, hormigón revestido con de piedra azul, asientos, plantaciones e iluminación. The Rondabout se localiza en las coordenadas 39°56′51″N 75°9′26″O / 39.94750, -75.15722 y el Scroll Circle en: 39°40′51″N 75°45′16″O / 39.68083, -75.75444.
En la Universidad de Texas en San Antonio, "Healer's Spring", una austera fuente cónica de granito es el centro de la rotonda frente al edificio de ciencias. En el "Wall of the Tides - Muro de las Mareas" el agua fluye sobre un mosaico, mientras que las esferas que forman por encima un arco de acero inoxidable reflejan el movimiento del agua y las nubes que pasan.
Dos de sus obras más importantes son prominentes piezas centrales en las explanadas en sendos aeropuertos. Gigantes arcos de aluminio y argón de diferentes colores se ciernen en el "Beaded Circle Crossing" sobre una pasarela móvil en el Aeropuerto Internacional de Denver (Colorado). Un diagrama de un barco se asienta sobre un marco de aluminio sobre una de las tres grandes plataformas de piedra caliza y vidrio grueso del "Stone and Glass Gardens" del Aeropuerto Internacional de Fort Lauderdale-Hollywood (Florida). En 2000 el Lehman College Art Gallery, en Bronx, realizó una exposición y análisis intensivo de su obra se arte público.

#### Trabajo colectivo

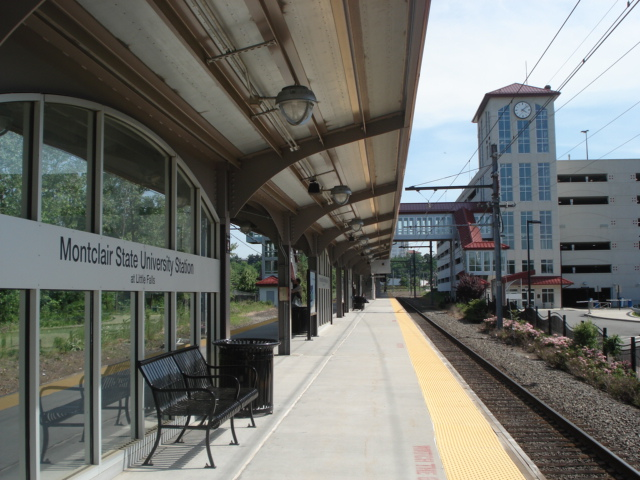
Estación de la Universidad Estatal de Montclair en Little Falls

Los proyectos encargados a Adams como única diseñadora se han entremezclado con otros trabajos colaborativos o colectivos. Aprendiendo el proceso arquitectónico desde el concepto, a través del desarrollo del diseño y los documentos de la construcción que han servido de guía e información para su práctica. El primer equipo de diseño en que se integró fue el Downtown Seattle Transit Project, en 1985, cuando trabajó durante cinco años con artistas y arquitectos para diseñar las estaciones del centro de Seattle. La experiencia de trabajar con muchos oficios y materiales y aprender a lidiar con las complejas etapas de la documentación de proyectos de infraestructura le convenció de que la colaboración puede conducir a una expansión de la visión artística, ampliando las posibilidades de formas en que un artista puede afectar a los grandes programas de infraestructura pública. Posteriormente colaboró en el diseño de la Metrolink de Saint Louis, Misuri (1988-1990); el Ronkonkoma, en la estación de ferrocarril de Long Island en Nueva York (1994-1995); y en la Estación de la Universidad Estatal de Montclair en Little Falls del nuevo sistema de tránsito de Nueva Jersey (2004). Trabajó como consultora con Jack Mackie y Andrew Darke para el Midland Metro Light-Rail System de Birmingham, Inglaterra (1992). Como directora artística junto a Marek Ranis, escribió el plan maestro de arte y ha colaborado en el diseño de los componentes del paisaje e infraestructura del Area Transit System de Charlotte (Carolina del Norte) (2002-2006).
Las esculturas públicas de Adams en los Estados Unidos desde 1986, fueron presentadas mediante modelos y documentación fotográfica en una retrospectiva organizada en la Galería del Lehman College en 2000.

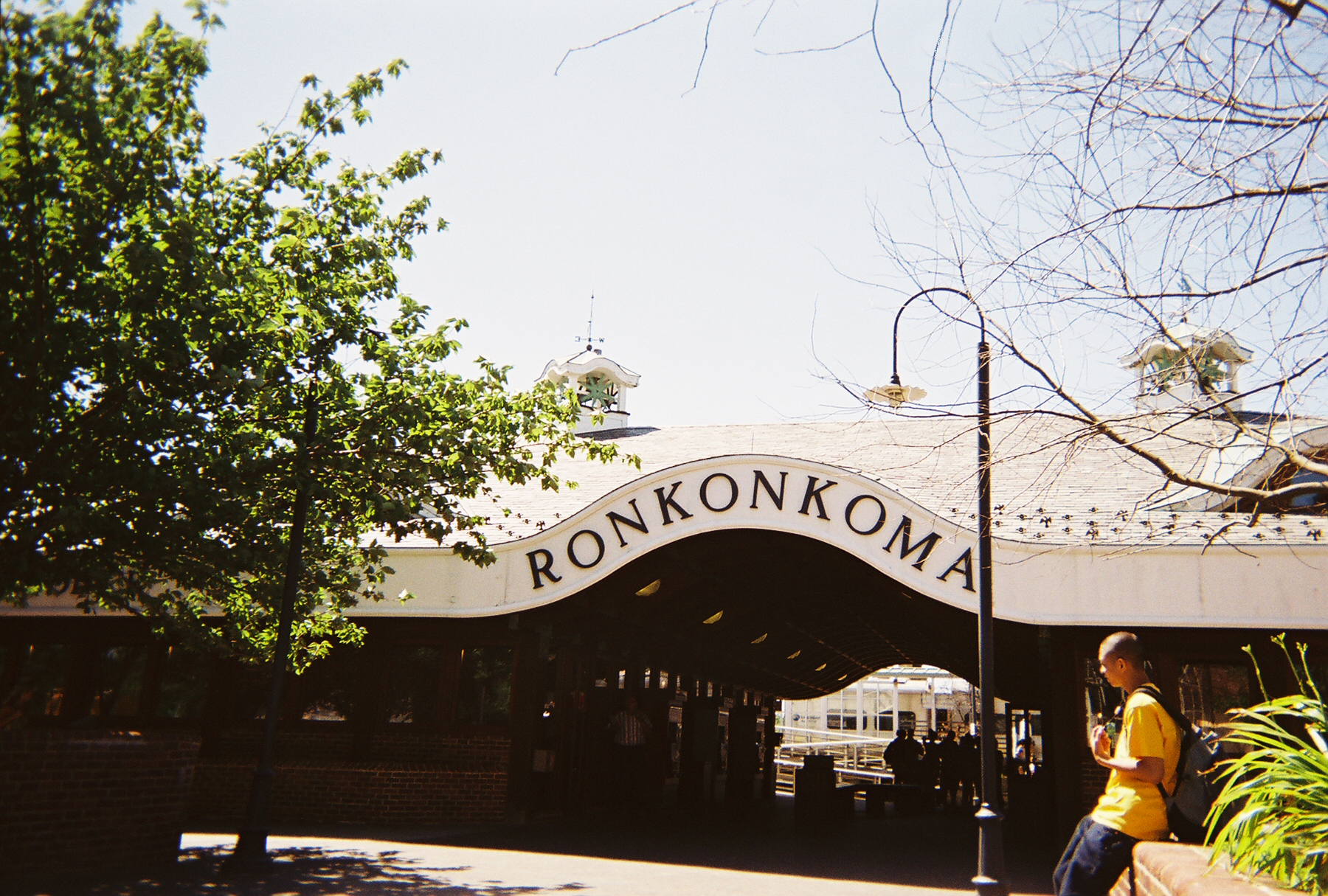
Entrada principal desde los jardines de la estación de Ronkonkoma

## Obras
Entre las mejores y más conocidas obras de Alice Adams se incluyen las siguientes:
- The Roundabout - La rotonda de 1992[23]
- African Garden - Jardín de África, 1994[24]
- Beaded Circle Crossing - Cruce de Círculo de cuentas, 1994[25]
- Stone and Glass Gardens - Jardines de piedra y cristal, 2003[26]